# جمال غيلان
جمال غيلان ممثل يمني قدير ومن رواد المسرح اليمني في صنعاء.

## سيرته الذاتية
جمال غيلان من مواليد العام 1962م، بدأ حياته الفنية ابتداء من العام 1978 بانضمامه إلى فرقة المسرح الوطني بصنعاء. حاصل على دبلوم فنون مسرحية من معهد خليفة الاذاعي عام 1983م تخصص إخراج وتمثيل. 
- نال عدداً من الجوائز والتكريمات محليا وخارجيا.

بداية أعماله المسرحية هي مسرحية الفأر في قفص الاتهام ومن ثم توالت أعماله المسرحية والتلفزيونية حتى وفاته عام 2017.

## أهم أعماله

### مسرحيات
- الفأر في قفص الاتهام
- رسالة إلى سيف بن ذي يزن للأديب عبد العزيز المقالح
- القادمون مع الفجر
- موتى بلا أكفان
- الزوبعة
- حلاق بغداد
- الحلم المعاصر
- القادمون (مخرج)

### مسلسلات
- وضاح اليمن
- كلام موزون
- الضمير
- ذئاب ولكن
- رماد الشوك
- نجوم الحرية
- الحب والثأر
- أشواق وأشواك

كما شارك في عديد من الأعمال الإذاعية والأوبريتات الوطنية كنبأ من سبأ و أوبريت لبيك يا وطني.

## وفاته
توفي جمال غيلان يوم السبت 13 مايو/ ايار 2017 بالعاصمة صنعاء بعد صراع مرير مع المرض  حيث كان قد أصيب قبل وفاته بعدة أشهر بجلطة مفاجئة. 
شيع جثمانه الساعة التاسعة من صباح يوم الاثنين 15 مايو 2017 إلى مقبرة خزيمة بعد أن صلي عليه في مسجد قبة المتوكل بميدان التحرير.